# Antonio Ambrosetti

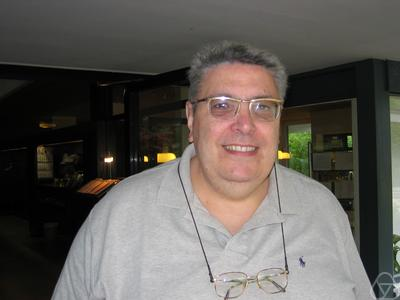
Antonio Ambrosetti (2005)

Antonio Ambrosetti (* 25. November 1944 in Bari; † 20. November 2020 in Venedig) war ein italienischer Mathematiker, der sich mit dem Teilgebiet Analysis befasste.

## Werdegang
Ambrosetti studierte an der Universität Padua mit dem Laurea-Abschluss 1966. Er war Professor an der Scuola Internazionale Superiore di Studi Avanzati (SISSA) in Triest.
1991 hatte er die Lagrange-Professur in Paris und 1998 in Madrid die Gastprofessur der Fondation BBV. Außerdem war er Gastprofessor an der ETH Zürich, der Universität Bologna, der Rutgers University und der Scuola Normale Superiore in Pisa.
Ambrosetti gilt als Pionier in der Entwicklung von topologischen Methoden für Existenzsätze in der Variationsrechnung. Insbesondere bewies er 1973 das Mountain Pass Theorem mit Paul Rabinowitz. Es dient der Bestimmung kritischer Punkte (Sattelpunkte) von Funktionalen, auf die man in vielen Anwendungen in der Theorie gewöhnlicher und partieller Differentialgleichungen geführt wird.
1982 erhielt er den Premio Caccioppoli. Er war Invited Speaker auf dem Internationalen Mathematikerkongress in Warschau 1983 (Existence and multiplicity results for some classes of nonlinear problems). Er war ab 1988 korrespondierendes und seit 2003 volles Mitglied der Accademia dei Lincei und er war Mitglied des Istituto Veneto di Scienze, Lettere ed Arti in Turin und der European Academy of Sciences. 2005 wurde er Ehrendoktor der Autonomen Universität Madrid. 2007 erhielt er den Luigi Amerio Preis.

## Schriften
- mit Giovanni Prodi: A Primer on Nonlinear Analysis (= Cambridge Studies in Advanced Mathematics. 34). Cambridge University Press, Cambridge u. a. 1993, ISBN 0-521-37390-5.
- mit Vittorio Coti Zelati: Periodic solutions of singular Lagrangian systems (= Progress in non-linear Differential Equations and their Applications. 10). Birkhäuser, Boston MA 1993, ISBN 0-8176-3655-2.
- mit Andrea Malchiodi: Perturbation Methods and Semilinear Elliptic Problems on {\displaystyle R^{n}} (= Progress in Mathematics. 240). Birkhäuser, Basel u. a. 2005, ISBN 3-7643-7321-0 (erhielt 2005 den Ferran-Sunyer-i-Balaguer-Preis).
- mit Andrea Malchiodi: Nonlinear Analysis and Semilinear Elliptic Problems (= Cambridge Studies in Advanced Mathematics. 104). Cambridge University Press, Cambridge u. a. 2007, ISBN 978-0-521-86320-9.
- Il fascino della matematica. Un viaggio attraverso i teoremi. Bollati Boringhieri, Turin 2009, ISBN 978-88-339-2003-0.
- La matematica e l’esistenza di Dio. Lindau, Turin 2009, ISBN 978-88-7180-816-1.